# Conus genuanus
Conus genuanus е вид охлюв от семейство Conidae. Видът не е застрашен от изчезване.

## Разпространение и местообитание
Разпространен е в Ангола, Бенин, Габон, Гамбия, Гана, Гвинея, Гвинея-Бисау, Демократична република Конго, Екваториална Гвинея, Испания (Канарски острови), Кабо Верде, Камерун, Кот д'Ивоар, Либерия, Нигерия, Сао Томе и Принсипи, Сенегал, Сиера Леоне и Того.
Обитава крайбрежията и пясъчните дъна на морета в райони с тропически климат.